# King of Boys
King of Boys es una película nigeriana de 2018 escrita, coproducida y dirigida por Kemi Adetiba. Reunió a Adetiba con Adesua Etomi y Sola Sobowale, después de que trabajaran juntas en su debut como directora, The Wedding Party. La película se centra en la lucha por el poder y está protagonizada por los raperos Illbliss y Reminisce en su debut cinematográfico. Otros de los actores que conforman el reparto incluyen a Toni Tones, Sani Muazu y Akin Lewis.

## Sinopsis
Alhaja Eniola Salami (Sola Sobowale ), es una empresaria y filántropa con un futuro político prometedor. Sin embargo se ve envuelta en una lucha por el poder que amenaza todo lo que la rodea debido a sus ambiciones políticas. 

## Elenco
- Sola Sobowale como Alhaja Eniola Salami
- Adesua Etomi como Kemi Salami
- Jide Kosoko como Alhaji Salami
- Osas Ighodaro como Sade Bello
- Illbliss como Odogwu Malay
- Reminisce como Makanaki
- Akin Lewis como Aare Akinwade
- Demola Adedoyin como Kitan Salami
- Sani Mu'azu como inspector Shehu
- Paul Sambo como Nurudeen Gobir
- Sharon Ooja como Amaka